# Cesare Bensi
Cesare Bensi (ur. 11 lutego 1922 w Mediolanie, zm. 15 sierpnia 1986 w Varese) – włoski polityk i dziennikarz, deputowany krajowy i europejski, podsekretarz stanu.

## Życiorys
Zdobył wykształcenie średnie, z zawodu dziennikarz. W 1943 należał do założycieli ugrupowania Ruch Jedności Proletariatu (ostatecznie weszła ona w skład Włoskiej Partii Socjalistycznej Jedności Proletariatu i następnie Włoskiej Partii Socjalistycznej). Związany z opozycją antyfaszystowską, został komisarzem politycznym i zastępcą dowódcy w powiązanych z socjalistami partyzanckich Brygadach Mateottiego, w 1945 uczestniczył w walkach o Mediolan. Był sekretarzem młodzieżówki Fronte della gioventù. W latach 1948–1976 zasiadał w Izbie Deputowanych I, II, III, IV, V i VI kadencji, od 1969 do 1977 oddelegowany także do Parlamentu Europejskiego. Zajmował stanowiska podsekretarza stanu w resortach finansów (1963–1968), w kancelarii premiera (ds. reformy administracyjnej; 1968–1969) oraz spraw zagranicznych (1973–1974).